# Шахович, Драгутин
Драгу́тин Ша́хович (серб. Драгутин Шаховић; 8 августа 1940, Кралево — 12 ноября 2005, Белград) — сербский, ранее югославский, шахматист, гроссмейстер (1978).
В чемпионате Югославии (1974) — 2-4-е места. Лучшие результаты в международных соревнованиях: Белград (1972) — 1-е; Биль (1973) — 3-5-е; Биелина (1973) — 2-3-е; Младеновац (1976) — 3-5-е; Врнячка-Баня (1976 и 1984) — 3-е и 1-2-е; Ниш (1977 и 1981) — 1-2-е и 3-6-е; Трстеник (1978) — 1—2-е; Сомбор (1978) — 1-е; Вршац (1979) — 3-е; Дубна (1979) — 1-4-е; Кладово (1980) — 1-2-е; Ивреа (1982) — 3-е; Турин (1982) — 1-е (22 участника); Цюрих (1982) — 2-10-е (118 участников), 1987 — 2-3-е (392 участника); Бенидорм (1983) — 1-3-е (79 участников); Хем (1984) — 3-6-е; Валево (1984) — 3-4-е; Нови-Бечей (1985) — 2-5-е (118 участников); Бенаске (1986) — 1-4-е (120 участников); Пинероло (1987) — 1-е места (40 участников).

## Изменения рейтинга
| Графики недоступны из-за технических проблем. См. информацию на Фабрикаторе и на mediawiki.org. |